# Kimle
Kimle est une commune du comitat de Győr-Moson-Sopron en Hongrie, résultant de l'union en 1966 des communes de Horvátkimle, Magyarkimle, Novákpuszta (et Károlyháza qui s'est séparée en 2002).